# Święcica (Staszów)
Pour les articles homonymes, voir Święcica.
Święcica est une localité polonaise de la gmina de Rytwiany, située dans le powiat de Staszów en voïvodie de Sainte-Croix.